# Giovanni Salghetti Drioli (architetto)

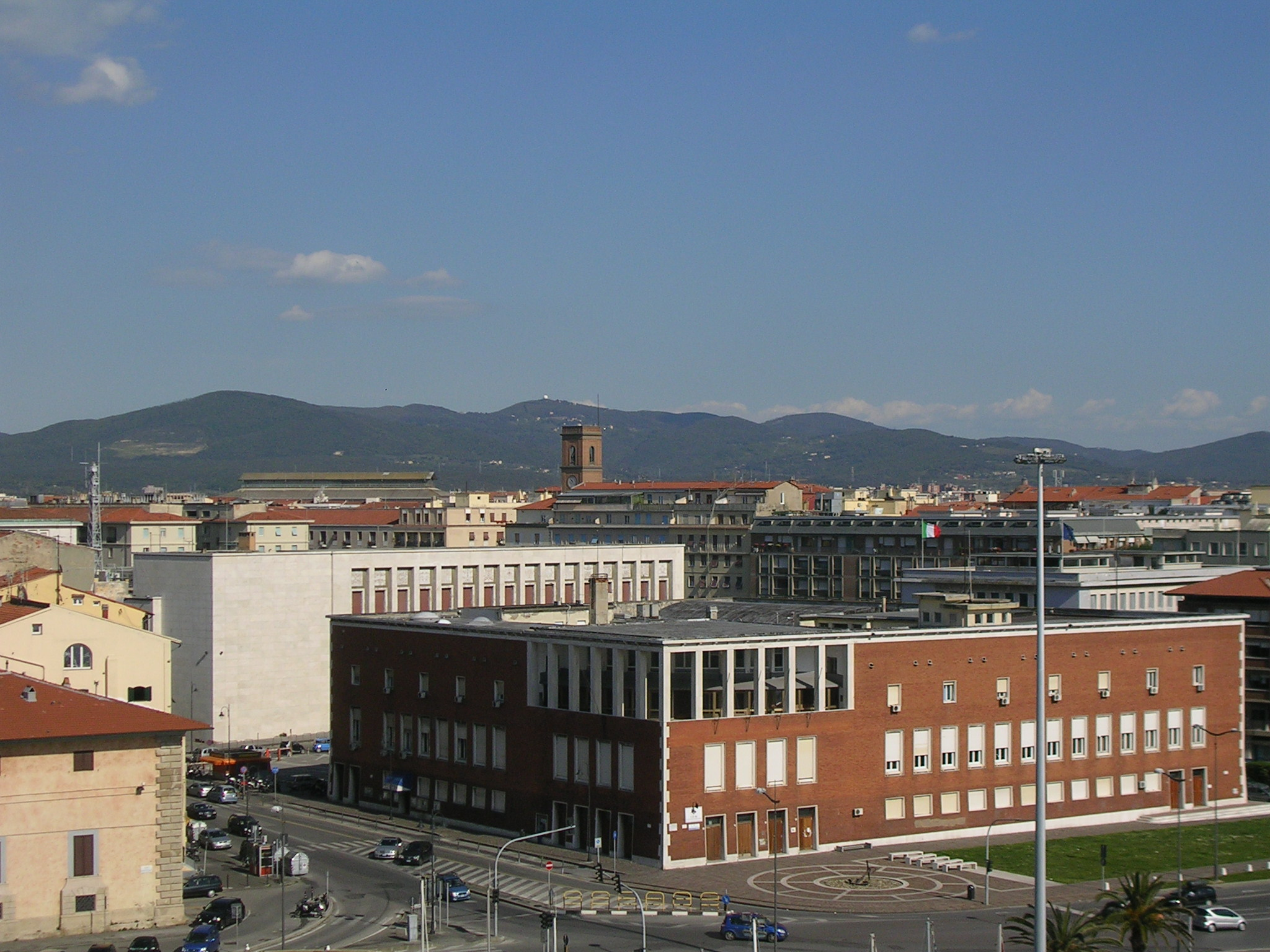
Veduta di Livorno: in primo piano il Palazzo del Portuale

Giovanni Salghetti Drioli (Firenze, 18 gennaio 1911 – Livorno, 16 ottobre 1988) è stato un architetto e urbanista italiano.

## Biografia
Nato a Firenze da una famiglia di imprenditori di origine istriana, si diplomò nel 1932 al bienno  propedeutico di ingegneria all'Università di Pisa, completando el 1936 gli studi in architettura a Roma, dove fu allievo di Marcello Piacentini.
Subito dopo l'abilitazione professionale fu nominato direttore dei lavori degli aeroporti militari di Lonate Pozzolo e di Novi Ligure, mentre a Livorno partecipò al concorso per il Palazzo del Governo.
Durante il periodo bellico fu impegnato in diversi lavori per l'aeronautica militare, per poi trasferirsi a Volterra, ove si occupò del consolidamento e restauro di alcuni monumenti del centro storico e della costruzione e risanamento di edifici di pubblica utilità.
A Pisa prese parte al concorso per la costruzione del Ponte di Mezzo e realizzò il palazzo Carmignani, sul Lungarno Galilei.
Alla fine degli anni quaranta rientrò a Livorno, all'epoca della ricostruzione postbellica.
In questo contesto costruì la Casa del Portuale (progetto del 1948, in cui confluiscono le suggestioni della vicina Fortezza Vecchia) e l'Istituto Nautico "A. Cappellini" (progetto di massima del 1954).
Sempre a Livorno, negli anni cinquanta e anni sessanta, approntò i disegni per il villaggio dei dipendenti del Centro Sbarchi U.S.A. (1951), per alcuni complessi residenziali nel quartiere "La Rosa" (in perfetta sintonia con l'intervento urbanistico di Luigi Moretti), oltre ai progetti per l'imponente palazzo Visconti, sul lungomare di San Jacopo, per l'ampliamento del Santuario di Montenero e per altri edifici privati nella periferia e nel centro cittadino.
Lavorò inoltre al piano particolareggiato d'attuazione di alcuni quartieri livornesi.
A Pontasserchio, tra il 1962 ed il 1967, costruì il monastero di clausura delle suore benedettine.
Negli anni settanta, a Livorno, fu incaricato del restauro e ampliamento della villa Llyod, progettò la chiesa di San Pio X e lavorò ad alcuni progetti per l'Accademia Navale.
Fu attivo anche all'estero, in Marocco, Kuwait, Portogallo e India.
La sua ultima opera è la cappella dei Ceri Votivi del Santuario di Montenero, che fu completata nel 1988.